# Szczepan Twardoch
Szczepan Twardoch, né le 23 décembre 1979  à Żernica, village de la commune de Pilchowice (en Silésie) est un écrivain polonais. Il se considère comme Silésien et a toujours sa résidence principale dans sa commune natale, où résidaient ses ancêtres.

## Biographie
Szczepan Lech Twardoch a fait ses études primaires, secondaires et supérieures en Silésie, obtenant un diplôme interdisciplinaire de sciences humaines (philosophie et sociologie) à l'université de Katowice.
Il publie ensuite des articles en free lance dans de nombreux périodiques comme Życie (pl), Opcje, Fronda (pl), 44 / Czterdzieści i Cztery (pl), Nowa Gazeta Śląska (pl), Arcana (pl), Strzale, Gazeta Wyborcza et Rzeczpospolita. Il travaille au service littéraire du bimensuel Christianitas et comme chroniqueur pour Polityka et Wysokie Obcasy (pl).
Il écrit également des livres et des articles spécialisés sur les armes.
À partir de 2003 il publie des récits fantastiques et des nouvelles dans des publications spécialisées comme Science Fiction (pl), Nowa Fantastyka (pl), Fahrenheit (pl). Il écrit également des romans, publiés à compter de 2007.

## Distinctions
Il reçoit des nominations pour plusieurs prix littéraires comme le Prix Nautilus (pl) 4e place en 2003 pour Obłęd rotmistrza von Egern (La Folie du capitaine von Egern), 1re place en 2006 pour Rondo (Le Rond-point) dans la catégorie nouvelles. Il reçoit en 2008 la médaille d'argent du Prix Jerzy Żuławski (pl) pour Epifania wikarego Trzaski (L’Épiphanie de l'abbé Trzaski).
Son recueil Tak jest dobrze est nommé en 2012 pour le Prix littéraire de la ville de Gdynia (pl).
Il reçoit le prix Paszport Polityki en 2013 pour son roman Morphine, qui est nommé pour le Prix du Livre européen / European Book Prize.
En 2015, il reçoit le Prix Kościelski.

### Romans
- Sternberg, SuperNowa (pl) 2007
- Epifania wikarego Trzaski, Wydawnictwo Dolnośląskie (pl) 2007
- Przemienienie, Wydawnictwo Dębogóra 2008
  - en français : Transfiguration, Bellicum, 2010  (ISBN 978-2-919356-00-3) traduction d'Ewa Rawicz-Władyka
- Zimne wybrzeża, Wydawnictwo Dolnośląskie 2009
- Wieczny Grunwald, powieść zza końca czasów, Narodowe Centrum Kultury (pl) 2010
- Morfina, Wydawnictwo Literackie, 2012
  - en français : Morphine, éditions Noir sur Blanc, 2016[3]  (ISBN 978-2-8825-0391-6) traduction de Kamil Barbarski
- Drach, Wydawnictwo Literackie 2014
  - en français : Drach[4],[5], éditions Noir sur Blanc, date de parution : 05/04/2018,  (ISBN 978-2-8825-0513-2)
  - Prix littéraire de la fondation Kościelski 2015, et finaliste pour le Prix Nike 2015
- Król, Wydawnictwo Literackie, 2016
- Królestwo, Wydawnictwo Literackie, 2018
- Pokora, 2020
- Chołod, 2022
- Powiedzmy, że Piontek, 2024
- Null, 2025

### Essais
- Zabawy z bronią, Wydawnictwo Dębogóra 2009
- Wyznania prowincjusza, Fronda (pl) 2010
- Sztuka życia dla mężczyzn, Świat Książki (pl) 2013, en collaboration avec Przemysław Bociąga[6]
- Wieloryby i ćmy, Wydawnictwo Literackie 2015

### Recueils
- Obłęd rotmistrza von Egern, Fabryka Słów (pl) 2005
- Prawem wilka, SuperNowa (pl) 2008
- Tak jest dobrze, Powergraph (pl) 2011

### Récits et nouvelles
- Obłęd rotmistrza von Egern, Science Fiction (pl), 23
- Gmina, Science Fiction (pl), 30
- Cud domu brandenburskiego, Nowa Fantastyka (pl), juin 2004
- Historia prowincjonalna, dans l'anthologie Małodobry
- Królewskie pytanie, Fahrenheit (pl), janvier-février 2005
- Quitzlalope, Nowa Fantastyka (pl), mars 2005
- Stille Nacht, dans l'anthologie Deszcze Niespokojne
- Exodus, FA-art, janvier-février 2006
- Sternberg, extrait du roman, Czas Fantastyki 1(6), janvier 2006
- Rondo na maszynę do pisania, papier i ołówek, SFFH 12/2006
- Żywot i śmierć św. Felicjana, Nowa Fantastyka (pl) Édition spéciale hiver 2006
- Dwie przemiany Włodzimierza Kurczyka, Nowa Fantastyka (pl), juin 2009
- Pola, 44 / Czterdzieści i Cztery (pl), 2010
- Tak jest dobrze, Nowa Fantastyka (pl), mars 2011
- Fade to Black, dans l'anthologie Pożądanie